# Printhagen
Printhagen is de gezamenlijke benaming van twee monumentale hoeves en een voormalig kasteel in het Nederlandse dorp Genhout, provincie Limburg. Om de hoeves van elkaar te onderscheiden, worden ze aangeduid als Bovenste Hoeve en Benedenste Hoeve.

## Geschiedenis
Het geslacht Van Printhagen had in de 14e eeuw twee leengoederen van het Land van Valkenburg in bezit. Rond 1500 vererfden beide hoeves naar de familie Huyn van Amstenrade. In 1754 werden ze verkocht aan het klooster van Sint-Gerlach. Na de Franse tijd kwamen beide hoeves in particuliere handen.

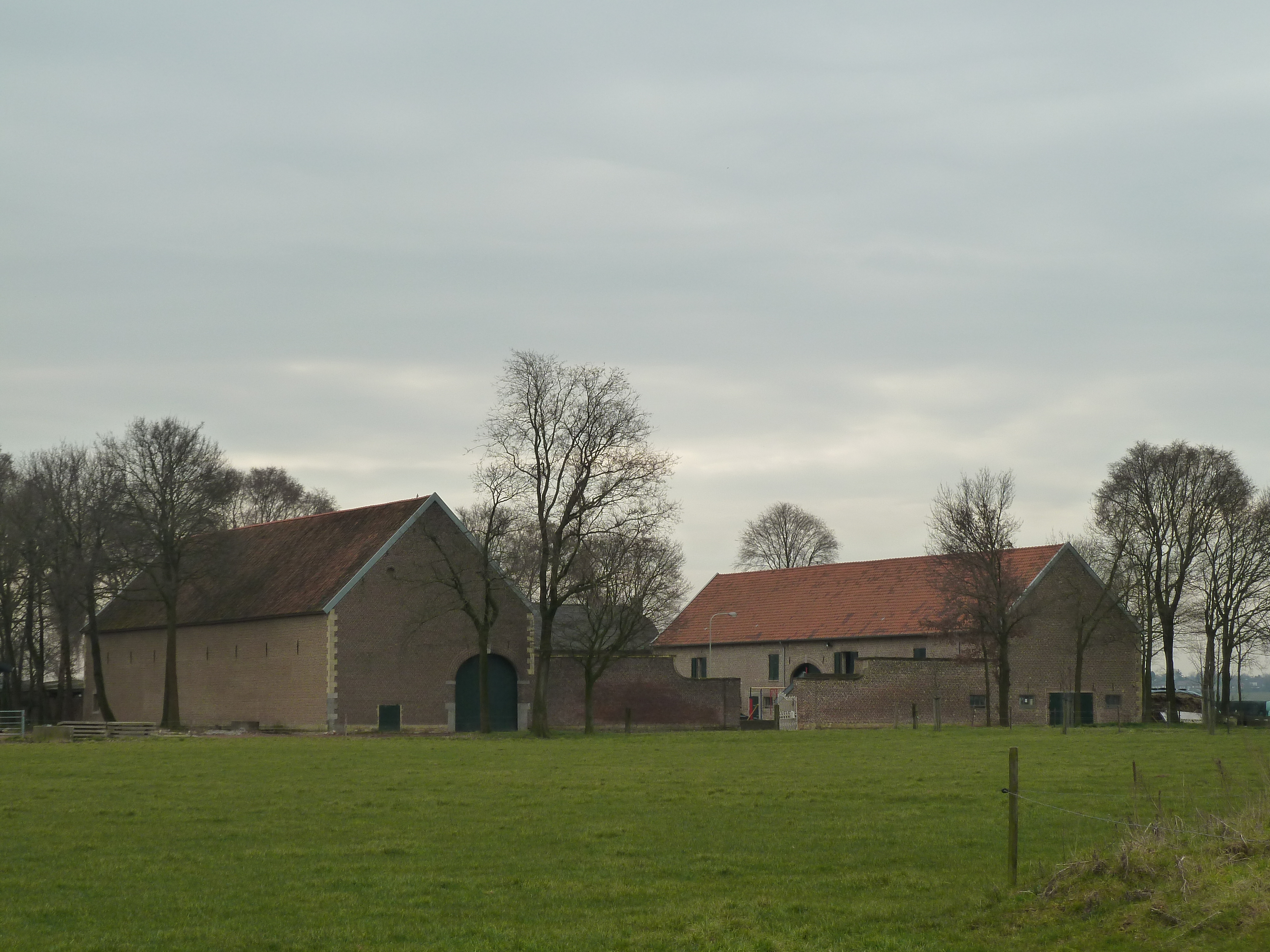
De Bovenste Hoeve

## Beschrijving
Tussen de twee hoeves in, even ten zuidwesten van de Benedenste Hoeve, kan het kasteel Printhagen hebben gestaan. De grachten zouden nog eeuwenlang zichtbaar zijn geweest in het landschap. Er zijn inderdaad aanwijzingen gevonden dat hier ooit een gebouw heeft gestaan.

### Benedenste Hoeve
De hoeve is gebouwd rondom twee binnenplaatsen. De tussenvleugel van twee verdiepingen is opgetrokken in vakwerk, met vernieuwingen in baksteen. De vleugel wordt afgedekt door een zadeldak en heeft aan de buitenzijde een topgevel met speklagen en mergelstenen hoekblokken. Samen met de vakwerkschuur aan de achterste binnenplaats zijn dit de oudste delen van de boerderij. Op de gevel van tussenvleugel is het jaartal 1744 aangebracht, maar dat betreft het bouwjaar van de gevel: de vleugel zelf is ouder.

### Bovenste Hoeve
De Bovenste Hoeve is bereikbaar via een korte oprijlaan en bestaat uit drie losse vleugels rondom een binnenplaats. Er zijn nog enkele 18e-eeuwse details aanwezig, maar in de huidige vorm is de hoeve het resultaat van een herbouw in 1806.